# Trận Appomattox Court House
Trận Appomattox Court House, xảy ra vào sáng ngày 9 tháng 4 năm 1865, là trận giao tranh cuối cùng của Binh đoàn Bắc Virginia dưới quyền chỉ huy của đại tướng Liên minh miền Nam Hoa Kỳ Robert E. Lee trước khi binh đoàn này đầu hàng quân đội Liên bang miền Bắc Hoa Kỳ dưới quyền chỉ huy của trung tướng Ulysses S. Grant. Đây cũng là một trong những trận đánh cuối cùng của Nội chiến Hoa Kỳ. Trước đó, đại tướng Lee đã rời bỏ thủ đô Liên minh miền Nam là Richmond, Virginia sau Cuộc vây hãm Petersburg và rút lui về hướng tây với hy vọng hợp quân được với các lực lượng miền Nam tại Bắc Carolina. Quân miền Bắc đuổi theo và cắt đường rút lui của quân miền Nam. Nơi dừng chân cuối cùng của tướng Lee là tại làng Appomattox Court House. Tại nơi đây, ông đã mở cuộc tấn công nhằm đột phá qua lực lượng miền Bắc trước mặt mình vì cứ ngỡ rằng đối phương chỉ gồm có toàn kỵ binh. Khi biết rằng lực lượng kỵ binh miền Bắc còn được hậu thuẫn bởi hai quân đoàn bộ binh, ông đã không có sự chọn lựa nào hơn là đầu hàng.
Việc ký kết các văn bản đầu hàng diễn ra trong phòng khách nhà của Wilmer McLean vào trưa ngày 9 tháng 4. Ngày 12 tháng 4, một buổi lễ chính thức đã được tổ chức để giải tán Binh đoàn Bắc Virginia và tha bổng các sĩ quan cũng như binh sĩ của Binh đoàn này, kết thúc hoàn toàn cuộc chiến tại Virginia.

## Bối cảnh
Chiến dịch cuối cùng nhằm đánh chiếm Richmond, Virginia, thủ đô của Liên minh miền Nam, bắt đầu khi Binh đoàn Potomac của Liên bang miền Bắc vượt sông James vào tháng 6 năm 1864. Các binh đoàn dưới quyền chỉ huy của trung tướng Ulysses S. Grant đã tiến hành bao vây Petersburg và Richmond với ý định cắt đứt đường tiếp tế cho hai thành phố để buộc quân miền Nam rút lui. Tướng miền Nam Robert E. Lee chờ cơ hội để rút bỏ các phòng tuyến tại Petersburg vì nhận thấy rằng vị trí này không thể giữ được, nhưng quân miền Bắc đã ra tay trước. Ngày 1 tháng 4 năm 1865, kỵ binh của thiếu tướng Philip Sheridan đánh thọc vào sườn của Lee trong trận Five Forks. Ngày hôm sau, trong trận Petersburg thứ ba, quân đội của Grant tạo được một bước ngoặt quyết định, dứt điểm thành công cuộc vây hãm Petersburg. Vì những đường tiếp tế bị cắt đứt nên binh sĩ của Lee phải từ bỏ các chiến hào họ bám giữ trong 10 tháng qua và rút lui trong đêm ngày 2 và ngày 3 tháng 4.
Mục tiêu đầu tiên của Lee là tập hợp lại lực lượng và tiếp tế cho binh sĩ của ông tại Amelia Courthouse. Kế hoạch của ông là hội quân với Binh đoàn Tennessee của tướng Joseph E. Johnston, rồi tiếp đến là tấn công sau khi đã xây dựng xong các tuyến phòng thủ trên sông Roanoke. Tuy nhiên, khi quân đội đến Amelia ngày 4 tháng 4 thì họ không tìm thấy đồ tiếp tế. Lee phái các xe chở hàng đến vùng quê gần đó để tìm lương thực nhưng việc này đã làm ông mất một ngày hành quân quý giá. Binh đoàn sau đó hướng về phía tây đến trạm xe lửa Appomattox nơi có một đoàn xe lửa tiếp tế đang chờ đợi ông. Binh đoàn của Lee bây giờ gồm có quân đoàn kỵ binh và hai quân đoàn bộ binh nhỏ.
Trên đường đến trạm xe lửa, ngày 6 tháng 4 tại rạch Sayler, gần một phần tư quân số đang rút lui của miền Nam đã bị lực lượng kỵ binh của Sheridan cùng các bộ phận thuộc Quân đoàn II, Quân đoàn VI của miền Bắc cắt rời khỏi binh đoàn. Hai sư đoàn miền Nam đánh nhau với Quân đoàn VI dọc theo con rạch. Quân miền Nam tấn công nhưng bị đẩy lui và chẳng bao lâu sau thì kỵ binh miền Bắc đã cắt ngang cánh phải trận tuyến của miền Nam. Phần lớn trong số 7.700 binh sĩ miền Nam đầu hàng trong đó có trung tướng Richard S. Ewell và 8 vị tướng lãnh khác. Việc trì hoãn đã khiến cho Lee đến chiều muộn ngày 8 tháng 4 mới tới được trạm xe lửa, giúp Sheridan kịp đến trạm xe lửa vào tối hôm đó và chiếm được các đồ tiếp tế của Lee và chặn đường tiến quân của ông ta.
Sau các trận đánh nhỏ tại Cumberland Church và High Bridge, ngày 7 tháng 4, tướng Grant gởi một lá thư đến tướng Lee, đề nghị rằng đã đến lúc cho Binh đoàn Bắc Virginia đầu hàng. Trong thư trả lời, Lee từ chối yêu cầu này nhưng có hỏi Grant về các điều kiện đầu hàng dự định là gì. Ngày 8 tháng 4, kỵ binh miền Bắc dưới quyền chỉ huy của chuẩn tướng phong hàm thiếu tướng George Armstrong Custer chiếm và đốt cháy ba đoàn xe lửa chở đồ tiếp tế cho binh đoàn của Lee trong trận Appomattox Station. Cả Binh đoàn Potomac và Binh đoàn James của miền Bắc nay đã hợp lại với nhau tại Appomattox.
Vì nguồn tiếp tế tại Appomattox đã bị phá hủy nên giờ đây Lee quay về phía tây, hướng đến đường xe lửa ở Lynchburg, nơi có thêm đồ tiếp tế đang chờ đợi ông. Trong lúc quân miền Bắc đang tiến sát theo Lee tất cả những gì ở giữa ông và thị trấn Lynchburg là kỵ binh miền Bắc. Lee hy vọng đột phá qua được lực lượng này trước khi bộ binh của miền Bắc đến. Ông gởi một lá thư đến tướng Grant, trong thư nói rằng ông chưa muốn ra lệnh cho binh đoàn của mình đầu hàng nhưng muốn thảo luận xem các điều kiện của Grant sẽ ảnh hưởng đến quân miền Nam ra sao. Đang lúc nhức đầu, Grant nói rằng "Có vẻ như Lee vẫn còn có ý muốn đánh." Bộ binh miền Bắc đã áp sát vào nhưng đơn vị duy nhất đủ gần để hỗ trợ kỵ binh của Sheridan là Quân đoàn XXIV thuộc Binh đoàn James của thiếu tướng John Gibbon. Quân đoàn này đã di chuyển 50 km trong 21 giờ đồng hồ để đến tiếp cận kỵ binh. Thiếu tướng Edward O. C. Ord, tư lệnh Binh đoàn James, đến cùng với Quân đoàn XXIV lúc khoảng 4h00 sáng trong khi Quân đoàn V thuộc Binh đoàn Potomac tiến sát theo sau. Sheridan khai triển ba sư đoàn kị binh dọc theo một đỉnh đồi thấp đến tây nam Appomattox Court House.

## Trận đánh

### 9 tháng 4

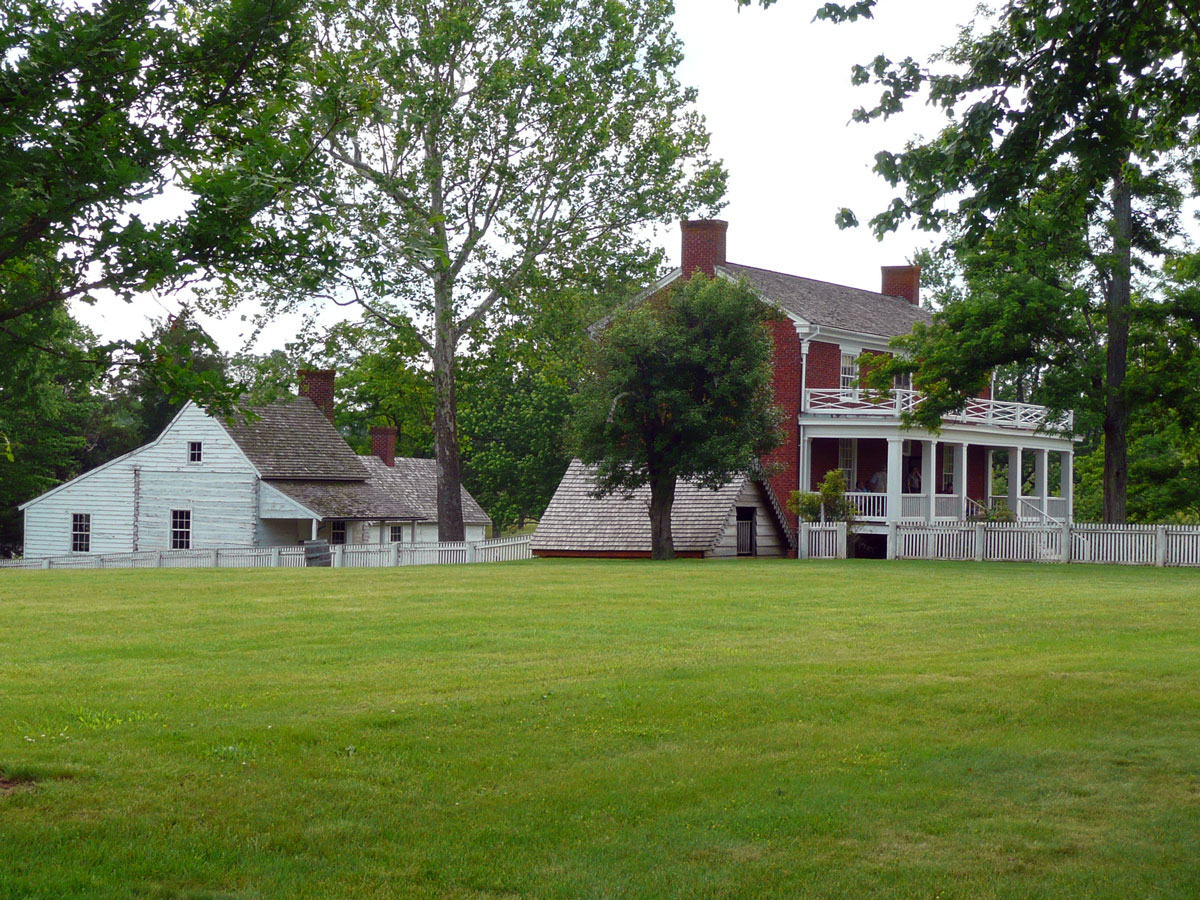
Ngôi nhà tái dựng của McLean (nhà gạch bên phải)

Lúc hừng sáng ngày 9 tháng 4, Quân đoàn 2 thuộc Binh đoàn Bắc Virginia dưới quyền chỉ huy của thiếu tướng John B. Gordon đã tấn công kỵ binh của Sheridan và nhanh chóng đẩy lùi phòng tuyến đầu tiên dưới quyền chỉ huy của hàm chuẩn tướng Charles H. Smith. Phòng tuyến kế tiếp do hai chuẩn tướng Ranald S. Mackenzie và George Crook trấn giữ đã làm chậm bước tiến công của quân miền Nam. Các binh sĩ của Gordon đột phá các phòng tuyến của quân miền Bắc và chiếm được ngọn đồi, nhưng khi lên đến đỉnh thì họ thấy toàn bộ Quân đoàn XXIV đang trong thế trận cùng với Quân đoàn V của miền Bắc ở bên phải họ. Kỵ binh của Lee thấy các lực lượng miền Bắc đã ngay lập tức rút lui và phóng ngựa về phía Lynchburg. Binh sĩ của Ord bắt đầu tiến công đánh quân đoàn của Gordon trong khi đó Quân đoàn II của miền Bắc bắt đầu di chuyển tiến đánh quân đoàn của trung tướng James Longstreet ở phía đông bắc. Đại tá Charles Venable trong ban tham mưu của Lee cưỡi ngựa đến lúc đó và hỏi thăm tình thế. Gordon đã đưa ra câu trả lời mà ông biết là tướng Lee không muốn nghe: "Hãy cho tướng Lee biết tôi đã cùng quân đoàn của tôi đánh đến kiệt sức và tôi sợ rằng tôi không thể làm gì được nữa trừ khi được hỗ trợ đắc lực bởi quân đoàn của Longstreet."  Sau khi nghe vậy, Lee cuối cùng nói lời thật rằng: "Vậy là không còn gì cho tôi làm ngoài việc đi gặp tướng Grant và tôi thà chết một ngàn lần."
Nhiều sĩ quan của Lee trong đó có Longstreet cũng đồng ý rằng cho binh đoàn đầu hàng là cách duy nhất còn lại. Viên sĩ quan có tiếng duy nhất chống lệnh đầu hàng là tư lệnh pháo binh của Longstreet, chuẩn tướng Edward Porter Alexander, người tiên đoán rằng nếu Lee đầu hàng thì "mọi binh đoàn khác [của Liên minh miền Nam] cũng sẽ làm theo."
Lúc 8h00 sáng, Lee cưỡi ngựa đi gặp Grant, cùng đi có 3 viên phụ tá của ông.
Grant nhận được thư đầu tiên của Lee vào sáng ngày 9 tháng 4 khi ông đang đến gặp Sheridan. Grant nhớ lại rằng chứng nhức đầu của ông dường như biến mất khi ông đọc thư của Lee. Ông giao lá thư lại cho trợ lý của mình là Rawlins đọc to trước khi thảo thư trả lời:
Tướng quân, thư của ông có ngày tháng như vậy nhưng vào thời điểm này, lúc 11h50 sáng mới nhận được, bởi vì tôi đã vượt qua suốt chặng đường Richmond và Lynchburg. Giờ tôi đang viết thư này ở cách Walker's Church khoảng bốn dặm về phía Tây và sẽ đi thẳng về mặt trận để gặp ông. Xin gửi tin cho tôi trên đường này, cho biết nơi ông muốn cuộc gặp mặt sẽ diễn ra.

Lời phúc đáp của Grant đặc biệt đáng chú ý vì nó cho phép bại tướng Lee chọn lựa nơi đầu hàng. Lee nhận được thư phúc đáp trong một giờ đồng hồ và phái một phụ tá là Charles Marshall đi tìm nơi thích hợp cho sự kiện này. Marshall xem xét kỹ lưỡng Appomattox Court House, một ngôi làng nhỏ có chừng 20 tòa nhà làm một trạm dừng cho du khách trên tuyến đường xe ngựa Richmond-Lynchburg. Marshall loại bỏ ngôi nhà đầu tiên ông thấy vì quá tồi tàn đổ nát và thay vào đó ông chọn ngôi nhà gạch xây từ năm 1848 của Wilmer McLean. McLean từng sống gần giao lộ Manassas trong suốt trận Bull Run thứ nhất, và đã về hưu tại đây để tránh chiến tranh.
Trong lúc tiếng súng nổ vẫn còn nghe thấy tại mặt trận của Gordon và các binh sĩ miền Bắc vẫn đang tiến công vào trận tuyến của Longstreet thì Lee nhận được thông điệp từ Grant. Sau vài tiếng đồng hồ thư từ phúc đáp giữa Grant và Lee, một cuộc ngưng bắn được lập ra. Grant tiếp nhận lời yêu cầu thảo luận về các điều kiện đầu hàng của Lee.

### Đầu hàng

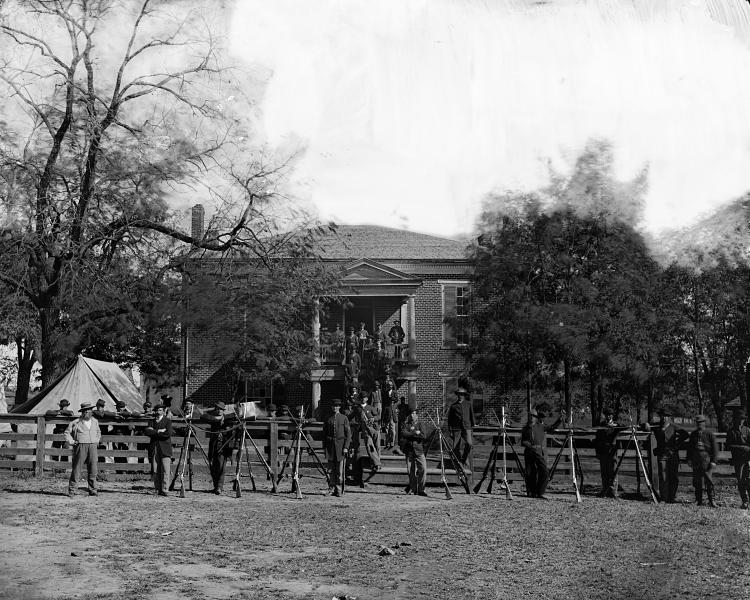
Các binh sĩ Liên bang miền Bắc tại Appomattox Court House, tháng 4 năm 1865

Trong bộ quân phục không tì vết, Lee chờ đợi Grant đến. Tướng Grant, vừa qua khỏi cơn nhức đầu sau khi nhận thư của Lee trước đó, đến nơi hẹn trong bộ quân phục lấm bùn đất—một chiếc áo sơ mi vải flannel của chính phủ cấp cùng với chiếc quần dài và đôi giày đầy bùn đất, không mang vũ khí cá nhân, và chỉ có duy nhất các cầu vai là để lộ ra cấp bậc của ông. Đây là lần đầu tiên hai người đàn ông này mặt đối mặt nhau trong gần 2 thập niên. Bỗng dưng cảm thấy buồn, tướng Grant nhận thấy khó đi vào trọng điểm của cuộc họp mặt, thay vào đó hai vị tướng quân có cuộc nói chuyện ngắn ngủi về lần giáp mặt nhau duy nhất trước đây trong thời Chiến tranh Hoa Kỳ-Mexico. Lee đưa câu chuyện trở lại với vấn đề hiện tại, và Grant nêu ra các điều kiện tương tự như ông đã đưa ra trước đây:
Theo nội dung lá thư của tôi gởi cho ông ngày 8 tháng này, tôi đề nghị nhận sự đầu hàng của Binh đoàn Bắc Virginia với các điều kiện sau, nghĩa là: Danh sách tất cả các sĩ quan và binh sĩ được lập thành hai bản. Một bản giao cho một vị sĩ quan do tôi chỉ định, bản kia giao cho một sĩ quan hay các sĩ quan như thế mà ông có thể chỉ định. Các sĩ quan phải đưa ra lời hứa danh dự cá nhân mình là sẽ không cầm vũ khí chống lại Chính phủ Hoa Kỳ cho đến khi được bàn giao hợp lý, và mỗi tư lệnh đại đội hay trung đoàn ký một văn bản như lời hứa danh dự thay mặt các binh sĩ dưới quyền của mình. Các vũ khí, pháo binh và tài sản công phải sắp xếp và để thành đống, rồi giao nộp cho sĩ quan mà tôi bổ nhiệm có trách nhiệm thu nhận chúng. Điều này không bao gồm các vũ khí cá nhân của các sĩ quan, cũng không bao gồm ngựa và hành trang cá nhân của họ. Xong xuôi, mỗi sĩ quan và binh sĩ được phép quay trở về nhà của mình, không bị các giới chức chính phủ Hoa Kỳ quấy nhiễu miễn sao họ tuân thủ đúng lời hứa danh dự của mình và luật pháp có hiệu lực tại nơi mà họ cư trú.

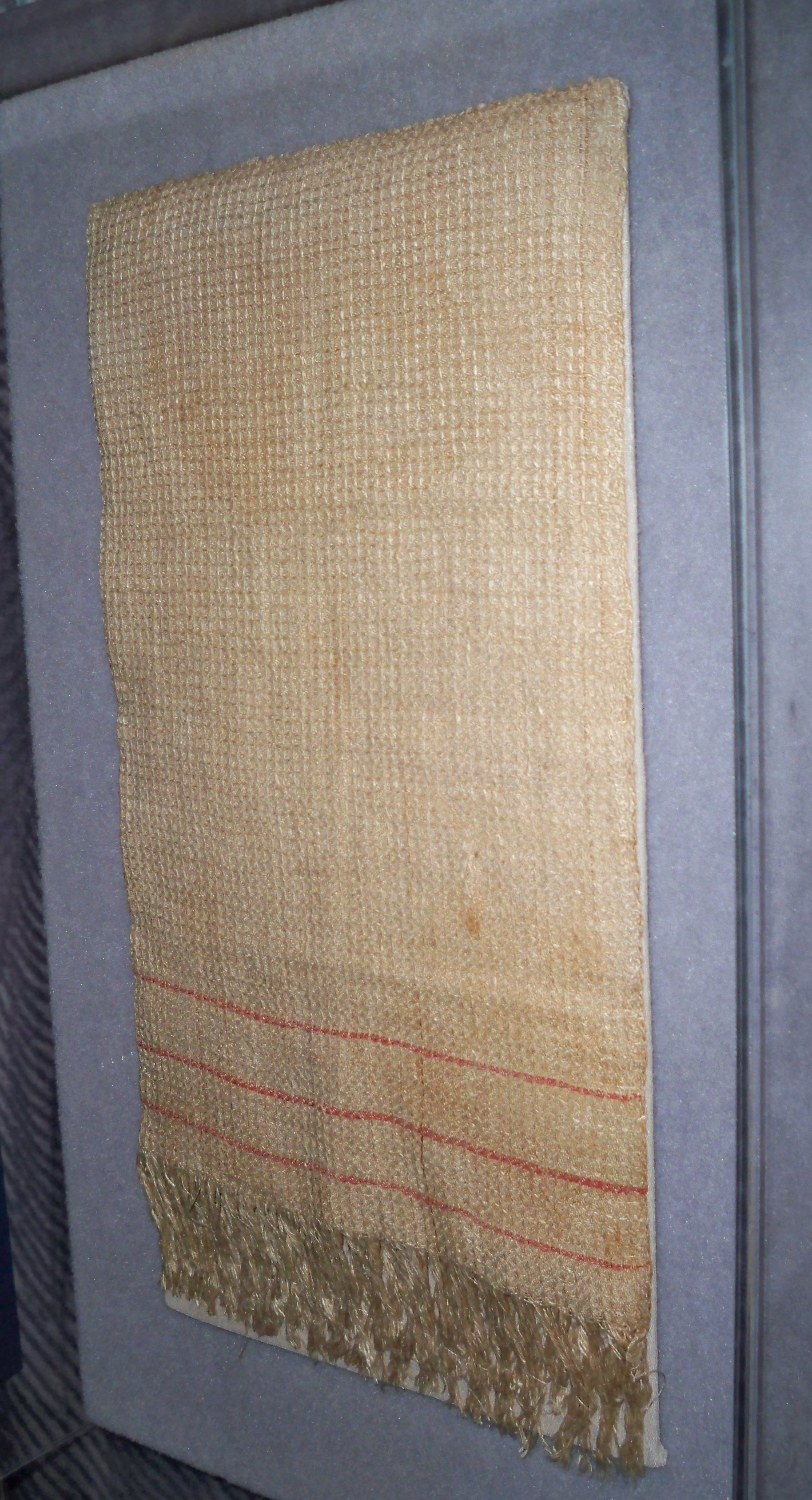
Lá cờ được Liên minh miền Nam dùng để đầu hàng

Các điều kiện này rất rộng rãi đúng như những gì Lee có thể hy vọng được; binh sĩ của ông sẽ không bị giam giữ hay bị truy tố vì tội phản quốc. Ngoài các điều kiện này, Grant cũng cho phép các binh sĩ bại trận mang ngựa và lừa của họ về nhà để giúp trồng trọt vào mùa xuân và cung cấp cho Lee một nguồn tiếp tế lương thực cho binh đoàn đang đói của mình; Lee nói việc này sẽ có một hiệu quả rất hài lòng cho binh sĩ của ông và giúp ích rất nhiều trong việc hòa giải quốc gia. Các điều kiện đầu hàng được ghi chép vào trong một tài liệu được hoàn tất vào khoảng 4 giờ chiều ngày 9 tháng 4. Khi Lee rời căn nhà và cưỡi ngựa đi thì binh sĩ của Grant bắt đầu hò reo vui mừng nhưng Grant ra lệnh ngưng ngay lập tức. Ông nói "Những người miền Nam bây giờ là nhân dân của chúng ta, và chúng ta không muốn đắc chí trên sự suy sụp của họ." Custer và các sĩ quan miền Bắc khác đã mua của McLean các đồ dùng trong căn phòng nơi Lee và Grant gặp mặt để làm đồ kỷ niệm, khiến cho nó chẳng còn lại đồ đạc gì. Grant ngay sau đó đã đi thăm quân đội Liên minh miền Nam, rồi ông và Lee ngồi trên hiên nhà McLean và gặp nhiều người khác đến thăm như Longstreet và George Pickett, trước khi hai người quay trở lại thủ đô của mình.
Ngày 10 tháng 4, Lee đọc diễn văn từ biệt binh đoàn của mình. Cùng ngày một ủy ban gồm 6 người tập họp lại để thảo luận về một buổi lễ đầu hàng chính thức, mặc dù không vị sĩ quan Liên minh miền Nam nào muốn tham dự một sự kiện như thế. Chuẩn tướng Joshua L. Chamberlain là sĩ quan của Liên bang miền Bắc được chọn lựa để chỉ đạo buổi lễ, và sau này ông có thuật lại những gì đã chứng kiến vào ngày 12 tháng 4 năm 1865. Ông đã viết một đoạn cống hiến cảm động như sau:
Ý nghĩa quan trọng của sự kiện này đã gây ấn tượng sâu sắc đến tôi. Tôi quyết định ghi dấu nó bằng một số kỷ niệm đã được thừa nhận, mà có thể nó không có gì khác hơn một cái chào kiểu nhà binh. Rất hiểu trọng trách được đảm nhận và những chỉ trích sau đó, như kết quả đã chứng minh, ít nhất là không có gì trong số chúng có thể làm lay động tôi. Hành động này có thể được biện hộ, khi cần thiết, bằng lý lẽ cho rằng một cái chào như thế không phải là để dành cho cái chính nghĩa mà theo đó lá cờ của Liên minh miền Nam được giương cao, mà là dành cho sự hạ xuống của lá cờ này trước lá cờ của Liên bang. Tuy nhiên, lý do chính của tôi không phải là để tìm kiếm uy quyền cũng không phải là đòi hỏi sự tha thứ. Phía trước chúng tôi, trong sự bẽ bàng tràn khắp, hiện thân của nhân loại đang đứng đó: những con người mà cả cực khổ hay đau đớn, cả sự thật về cái chết, cả tai họa, cả sự tuyệt vọng cũng không thể lay chuyển quyết tâm của họ; giờ đứng trước mặt chúng tôi, gầy yếu, kiệt sức và đói khát, nhưng đứng thẳng người và mắt nhìn thẳng vào mắt của chúng tôi, làm sống dậy những kỉ niệm đã kết nối chúng tôi lại với nhau như không có một liên kết nào khác;—phải chăng nhân loại đó được chào mừng trở lại Liên bang là quá thử thách và chắc chắn? Các chỉ thị đã được đưa ra; và khi chỉ huy của mỗi sư đoàn đến đối diện với nhóm chúng tôi, thì kèn binh thổi vang lên báo hiệu và ngay lập tức toàn thể đội ngũ chúng tôi từ phải sang trái, lần lượt từ trung đoàn này đến trung đoàn kia, chào theo cách nhà binh, từ kiểu chào "bồng súng" đến kiểu "bồng gươm" cũ—một buổi chào hành binh. Gordon đi đầu đoàn quân, cưỡi ngựa với tinh thần nặng trĩu và mặt cúi xuống, nghe thấy tiếng vũ khí di chuyển, liền nhìn lên, và hiểu ý, xoay một vòng rộng, rồi để người và ngựa trong tư thế đứng thẳng, với cái chào rạp xuống khi ông hạ mũi kiếm xuống mũi giày; rồi quay về hướng đoàn quân của mình, ra lệnh cho lần lượt từng lữ đoàn của mình đi qua chúng tôi với cùng tư thế tập bắn súng—sự kính trọng đối lại sự kính trọng. Về phần chúng tôi, không có một tiếng kèn trumpet, không một tiếng trống; không một tiếng reo hò, không lời nói, không lời thầm thì vinh quang tự đắc nào, cũng không có sự di chuyển mất trật tự nào trong số những người đứng trong hàng ngũ, mà là một sự yên lặng đáng kinh ngạc, và sự nín thở, như thể một đoàn người chết đang đi ngang qua!— Joshua L. Chamberlain, trích trong The Passing of the Armies, trang 260-261
Ngày hôm đó, 27.805 binh sĩ miền Nam đã đi qua và xếp đống vũ khí của mình.

## Hậu quả
Trong khi tướng George Meade được tường thật là đã hô to lên rằng "tất cả đã kết thúc rồi" ngay sau khi nghe tin lễ ký kết đầu hàng, thì tướng Grant nhận thức được rằng chỉ có một binh đoàn riêng biệt duy nhất đầu hàng mà thôi. Khoảng chừng 175.000 binh sĩ Liên minh miền Nam vẫn còn trên chiến trường. Nhiều trong số này đang hiện diện khắp miền Nam trong các khu đồn trú trong khi số còn lại tập trung tại ba Bộ tư lệnh chính của miền Nam. Đúng như Porter Alexander đã tiên đoán, chỉ là vấn đề thời gian trước khi các binh đoàn khác của Liên minh miền Nam bắt đầu đầu hàng. Khi tin tức lan truyền về việc Đại tướng Lee đầu hàng, các tư lệnh khác của miền Nam nhận thấy rằng sức mạnh của Liên minh miền Nam đang yếu dần và quyết định từ bỏ vũ khí. Binh đoàn của Joseph E. Johnston tại Bắc Carolina, lực lượng đáng kể nhất trong số các binh đoàn còn lại của Liên minh miền Nam, đầu hàng thiếu tướng William T. Sherman ngày 26 tháng 4 tại Bennett Place thuộc Durham, Bắc Carolina. Tướng Richard Taylor đầu hàng tại Citronelle, Alabama vào đầu tháng 5, trước đó tướng Edmund Kirby Smith đem Phân bộ Quân sự Liên-Mississippi ra hàng miền Bắc gần New Orleans, Louisiana. Chuẩn tướng Stand Watie đem lực lượng có tổ chức đáng kể cuối cùng của Liên minh miền Nam đầu hàng ngày 23 tháng 6 năm 1865.
Có nhiều trận đánh nhỏ hơn xảy ra sau cuộc đầu hàng của tướng Lee, trong đó Trận Palmito Ranch thường được xem là hành động quân sự cuối cùng của Liên minh miền Nam.
Đại tướng Lee không bao giờ quên lòng hào hiệp của tướng Grant trong lúc đầu hàng, và trong suốt đời còn lại của mình ông không tha thứ cho bất cứ lời nói khiếm nhã nào về Grant khi có mặt mình. Tương tự như vậy, tướng Gordon ghi nhớ hành động đơn giản của tướng Chamberlain khi chào đón đoàn quân bại trận của ông và ông gọi Chamberlain là "một trong số những chiến binh hào hiệp nhất của Lục quân Liên bang."

## Trong văn hóa đại chúng
- James Thurber, cháu nội của một cựu binh miền Bắc, đã viết một câu chuyện ngắn hài, "If Grant Had Been Drinking at Appomattox" (Nếu Grant uống say tại Appomattox) nằm trong hợp tuyển, "The Middle-Aged Man on the Flying Trapeze", và "The Thurber Carnival".
- Trong loạt phim truyền hình những năm 1960 F Troop, đây là trận đánh mà nhân vật binh nhì Wilton Parmenter vô tình dẫn đầu một cuộc tấn công sai hướng về phía quân địch. Trên đường đi nhận quần áo giặt của viên sĩ quan chỉ huy, Parmenter đã hắt hơi và một đội kỵ binh nhỏ của miền Bắc tưởng nhầm tiếng hắt hơi ấy với tiếng hiệu lệnh và đi theo anh ta. Với hành động của mình, Parmenter được thưởng huân chương vì lòng dũng cảm và thăng chức đại úy, cho làm chỉ huy đồn Courage.
- Appomattox được đề cập qua trong bài hát "Wreck of the Sultana" của nhạc sĩ-ca sĩ Cory Branan. Bài hát mô tả các sự kiện xảy ra với tàu SS Sultana ngay sau khi Nội chiến Hoa Kỳ kết thúc.

## Tem kỷ niệm Nội chiến

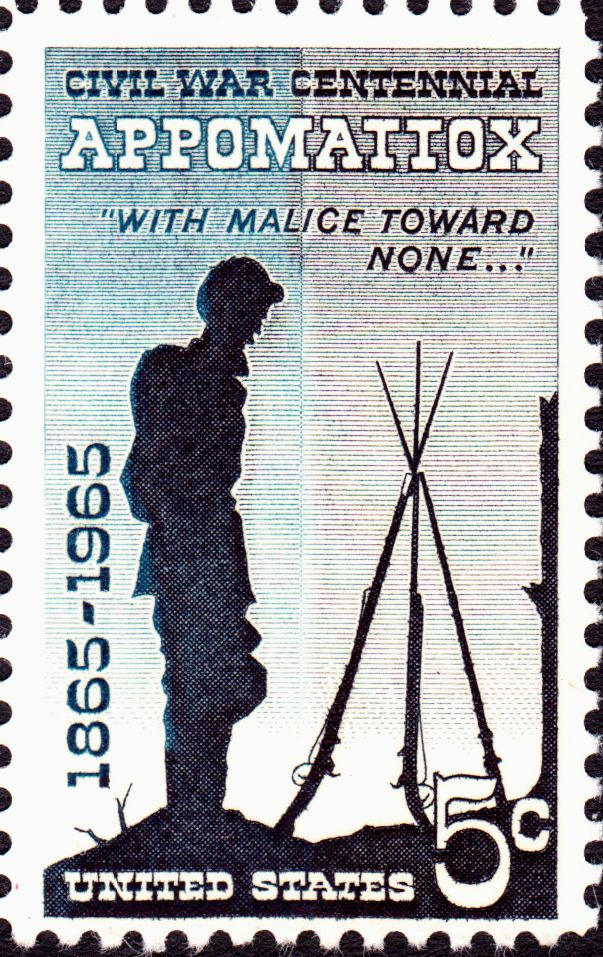
Tem bưu chính Hoa Kỳ phát hành năm 1965, nhân kỷ niệm 100 năm ngày Liên minh miền Nam đầu hàng tại Appomattox Court House.

Trong lễ kỷ niệm 100 năm Nội chiến, Cục Bưu điện Hoa Kỳ đã phát hành năm loại tem bưu chính để kỷ niệm lần thứ 100 các trận đánh nổi tiếng, bắt đầu với trận đồn Sumter năm 1961. Tem kỷ niệm trận Shiloh được phát hành năm 1962, trận Gettysburg năm 1963, trận Wilderness năm 1964, và Appomattox năm 1965.